# Матерь человеческая (повесть)
Матерь человеческая — повесть В. А. Закруткина. Вышла в 1969 году. В 1971 автор получил за нее вторую из трёх присвоенных ему Государственных премий СССР. Также за эту повесть Закруткин получил Государственную премию РСФСР имени Горького, а ЦК ВЛКСМ и Союз писателей СССР оценили её, присвоив произведению первую премию на конкурсе имени А. Фадеева. Экранизирована в 1975 (фильм «Матерь человеческая»).

## Сюжет
События начинают разворачиваться в сентябре 1942 года. Повесть посвящена борьбе Марии, чью семью — мужа и сына — повесили немцы при захвате, оккупации и — через некоторое время — сожжении хутора, за выживание на оккупированной территории. Обнаружив себя в кукурузе, Мария сначала молит бога о смерти. Односельчан женщины захватчики угоняют в Германию, её знакомую Саню расстреливают. Оставшись в хуторе одна, Мария спасает чужих детей, ухаживает за раненым немцем и готовится встретить освободителей. Она хоронит своих родных, Саню, умершего от ран немца, советского бойца. Женщина много занимается хозяйством и уцелевшими домашними животными. В конце концов она встречает наступающую Красную Армию, части которой теснят немцев на запад.